# Adele at the BBC
Adele at the BBC, também conhecido internacionalmente como Adele Live in London, é um especial de televisão realizado pela cantora inglesa Adele e apresentado por Graham Norton para o canal BBC One. As gravações ocorreram no The London Studios, em Londres, no Reino Unido, em 2 de novembro de 2015. O programa conta com a participação de Adele e de sua banda, performando canções de seu terceiro álbum de estúdio, 25 (2015), além de seus dois outros álbuns, 19 (2008) e 21 (2015). Além das performances, Adele é entrevistada ao longo do especial por Norton.
O especial contém a primeira performance pública do single "Hello" e mais duas faixas do 25, além da primeira aparição televisiva desde o Grammy Awards de 2013. Outrossim, apresenta esquetes de Adele com os fãs, incluindo um grupo de imitadores da artista. O programa foi exibido em 20 de novembro de 2015 no BBC One, no mesmo dia em que o álbum foi lançado.

## Antecedentes
Após o lançamento do 21 (2011), Adele estava pensando em desistir da indústria musical, afirmando que achava que era melhor "sair em alta". No entanto, no início de 2012, anunciou que estava simplesmente fazendo um hiato na carreira, afim de "ter tempo e viver um pouco". Seu hiato na música chegou ao fim após o nascimento de seu primeiro filho, em outubro de 2012, afirmando que seu filho havia inspirado a começar a gravar música novamente, pois ele sabia o que Adele fazia. No início de outubro, Adele divulgou uma carta que abordava o álbum para seus fãs através das mídias sociais, confirmando que o álbum seria intitulado 25.
Posteriormente, a artista confirmou que 25 seria lançado em 20 de novembro de 2015, divulgando a capa do álbum simultaneamente no Facebook e Twitter. Em 2 de outubro de 2015, inúmeros jornalistas de música suspeitaram que Adele receberia um especial de TV de uma hora na BBC, mas os boatos não foram confirmados. Em 27 de outubro, após os relatos feitos pelos jornalistas, o canal BBC One anunciou planos para apresentar Adele na BBC, num especial de uma hora apresentado por Graham Norton, no qual conversava com Adele sobre seu novo álbum.
O programa foi transmitido pelo BBC One em 20 de novembro de 2015. Ingressos gratuitos para o especial foram disponibilizados através de um sistema de loteria e foram solicitados pelo público adjacente.
Tickets for the live show, which were free, were made available through a lottery style system and were requested by the public. No especial, Adele performou "Hello", "When We Were Young" e "Million Years Ago" pela primeira vez.

## Transmissão
O programa foi exibido em 20 de novembro de 2015, no BBC One, na mesma data do lançamento do 25. O canal apresentou uma versão estendida do programa no Ano Novo de 2016, incluindo a gravação de Adele interpretando Jenny ao lado de suas imitadoras. Até 4 de dezembro de 2016, as gravações das cenas foram visualizadas por 37 milhões de pessoas no canal oficial da BBC no YouTube, tornando-se o programa mais assistido do canal.
Antes do anúncio do especial, a subsidiária BBC Worldwide assegurou pré-vendas de ingressos para o evento, com parcerias de emissoras da Bélgica, Canadá, Países Baixos e Espanha. A BBC fechou acordos com a VRT, CTV, NPO 3 e Canal+, respectivamente, para a exibição de uma hora do especial. A subsidiária, portanto, ofereceu a emissoras internacionais a opção de comprar a versão original de 60 minutos do show, apresentada por Graham Norton, com sua entrevista com Adele, ou somente uma edição de 45 minutos. Na Irlanda, o programa foi transmitido simultaneamente no RTÉ 2 como Adele Live in London.

## Recepção

### Avaliação da crítica
Numa avaliação feita pelo jornal The Daily Telegraph, o especial recebeu cinco estrelas e foi descrito como "um golpe de gênio antiquado, generoso, divertido e comovente." O portal Stuff.co.nz afirmou que Adele é "despretensiosa, mas tem se tornado famosa tão rapidamente que sofre por não ser muito interessante. Norton, portanto, teve de bombear o programa para tirar qualquer imprevisto colocado para Adele. (...) A esquete funcionou em todos os níveis. Os outros imitadores sentiram-se em casa, calorosos e simpáticos."

### Audiência
O portal de entretenimento Digital Spy indicou que a versão original do especial foi assistida da noite pro dia por 4.54 milhões de telespectadores, dando ao programa uma audiência de 19,8% durante a noite. Os números consolidados mostram que o especial foi assistido por um total de 6.36 milhões de telespectadores e foi o 11º programa mais assistido na BBC durante sua semana de transmissão.

## Repertório
1. "Rolling in the Deep"[16]
2. "Hello"[16]
3. "Rumour Has It"[16]
4. "Skyfall"[16][22]
5. "Million Years Ago"[6]
6. "Hometown Glory"[6]
7. "When We Were Young"[16]
8. "Someone Like You"[16]

A canção "Make You Feel My Love" faz parte do repertório, mas é um elemento da esquete em que Adele aparece numa audição com imitadoras, posando como Jenny, antes de surpreendê-las.